# Znak Britského indickooceánského území
Znak Britského indickooceánského území, zámořského území Spojeného království, je tvořen modrým štítem, v jeho patě jsou tři vlnité, stříbrné pruhy, z nichž vyrůstá palma. Přes její kmen je položena britská koruna sv. Eduarda. V pravém rohu je čtvrtina zlatého slunce a hlavu štítu tvoří britská vlajka. Na štítu je položená stříbrná námořní koruna, z které vyrůstá červená věž s cimbuřím, a na ní na černé žerdi vlající vlajka Britského indickooceánského území. Štítonoši jsou vpravo kareta pravá a vlevo kareta obrovská, stojící na písečné pláži poseté lasturami a hvězdicemi. Pod štítem je okrová stuha s červeným (na obrázku černým) mottem „IN TUTELA NOSTRA LIMURIA” (česky Limuria je v naší správě) ve dvou řádcích, v původním zdroji z roku 1990 je motto „PEAKS OF LIMURIA” (česky Štíty Limurie) v jednom řádku.
Britská vlajka a koruna připomínají vztah ke Spojenému království (závislé území), palma symbolizuje hlavní vegetaci na Čagoských ostrovech. Vlnité proužky symbolizují moře (Indický oceán).Želvy na znaku připomínají zátoku „Turtle Cove”, která je domovem velkého množství mořských želv. Pojem Limurie/Lemurie v mottu připomíná mytický kontinent v Indickém oceánu.

## Historie
Současný znak byl vytvořen (spolu s vlajkou) k 25. výročí vzniku Britského indickooceánského území (to vzniklo 8. listopadu 1965) a přijat byl v únoru roku 1990.